# 維科區
維科區（西班牙語：Distrito de Vicco），是秘魯的一個區，位於該國中部帕斯科大區的帕斯科省，始建於1958年3月17日，面積173.3平方公里，海拔高度4,114米，2005年人口2,901，人口密度每平方公里17人。